# علی‌اصغر رمضان‌پور
علی‌اصغر رمضانپور از کارمندان سابق بخش فارسی بی‌بی‌سی و سردبیر خبر کنونی تلویزیون ایران اینترنشنال است. در دوره وزارت احمد مسجدجامعی او معاون فرهنگی وزیر فرهنگ و ارشاد اسلامی ایران، و رئیس نمایشگاه بین‌المللی کتاب تهران بود.